# Dreihäusergruppe „Eckhaus“
Die Dreihäusergruppe „Eckhaus“ im Prinz-Christians-Weg 2 sind Bauwerke in Darmstadt.

## Geschichte und Beschreibung
Das sogenannte „Holzgiebelhaus“ war Eckgebäude einer Gruppe künstlerisch gestalteter Einfamilienhäuser.
Die Gebäude wurden nach Plänen des Architekten Joseph Maria Olbrich für die Jugendstilausstellung im Jahre 1904 erbaut.
Stilistisch gehören die Wohnhäuser zum Jugendstil.
Die Häuser wurden eng verzahnt unter Bewahrung individueller Identität errichtet.
Die markante Giebelseite des Hauses wird durch strukturierende und dekorative Verwendung von Holz und Klinker geprägt.
Im Jahre 1944 wurde das Gebäude bei einem Luftangriff stark beschädigt.
Das ausgebrannte Gebäude blieb jedoch in seiner Struktur über zwei Geschosse erhalten.
Im Jahre 1946 wurde eine erste Planung für eine weitgehende Rekonstruktion erstellt.
Der endgültige Wiederaufbau erfolgte in den Jahren 1949 und 1950.
Der Giebelaufbau wurde dabei stark verändert.
Weitgehend erhalten geblieben ist die mit Klinkerbändern gegliederte Hauptfassade und der seitliche Eingangsbereich mit den zwei Türen.
Auf Grund der Verzahnung innerhalb der Baugruppe besitzt es als Flächenschmuck die blauglasierten Klinker des benachbarten „Blauen Hauses“.
Die mit Klinkerbändern gegliederte, durch Nischen bewegt gestaltete Einfriedungsmauer am Prinz-Christians-Weg ist ebenfalls erhalten geblieben.

## Denkmalschutz
Aus architektonischen, baukünstlerischen und stadtgeschichtlichen Gründen steht das Anwesen unter Denkmalschutz.